# 布兰迪佐
布兰迪佐（意大利语：Brandizzo），是意大利皮埃蒙特大区都灵省的一个市镇。人口8297(2010年12月31日)。